# Festiwal Reżyserii Filmowej we Wrocławiu
Festiwal Reżyserii Filmowej im. Sylwestra Chęcińskiego – festiwal organizowany we Wrocławiu od 2007 roku. Od 2012 roku wydarzenie jest połączone z Festiwalem Aktorstwa Filmowego. Pomysłodawcą i dyrektorem naczelnym festiwalu jest Stanisław Dzierniejko. Na zakończenie festiwalu wręczane są Kryształowe Dziki, nagrody dla najlepszych twórców.

## Laureaci Kryształowego Dzika za całokształt twórczości
Wśród laureatów Kryształowego Dzika, czyli nagrody za całokształt twórczości w dziedzinie reżyserii znaleźli się: 
- Stanisław Lenartowicz,
- Sylwester Chęciński,
- Krzysztof Zanussi,
- Janusz Morgenstern,
- Kazimierz Kutz,
- Janusz Zaorski,
- Wojciech Wójcik,
- Janusz Majewski,
- Jerzy Hoffman,
- Feliks Falk,
- Jan Jakub Kolski,
- Marek Koterski,
- Waldemar Krzystek,
- Juliusz Machulski,
- Filip Bajon.

## Laureaci Kryształowego Dzika za współpracę z reżyserem
Wśród laureatów Kryształowego Dzika za współpracę z reżyserem znaleźli się:
- Katarzyna Figura,
- Bogusław Linda,
- Jan Nowicki,
- Janusz Gajos,
- Małgorzata Kożuchowska,
- Artur Żmijewski,
- Beata Tyszkiewicz,
- Daniel Olbrychski,
- Robert Więckiewicz,
- Robert Gonera,
- Agata Kulesza,
- Andrzej Seweryn,
- Sonia Bohosiewicz.